# Manfred Nötzel
Manfred Nötzel (geboren 1950) ist ein deutscher Jurist. Ab Oktober 2015 war er Generalstaatsanwalt in München. 2018 ging er in den Ruhestand und wurde von Reinhard Röttle abgelöst. Zuvor war Nötzel leitender Oberstaatsanwalt bei der Generalstaatsanwaltschaft München und der Staatsanwaltschaft München I. Während dieser Zeit führte er die Anklagen in den Prozessen gegen Bernie Ecclestone, gegen Bernd Schottdorf (Schottdorf-Affäre) und gegen Manager der Bayern-LB und der Deutschen Bank.

## Leben
Er trat am 1. Februar 1981 beim Amtsgericht München in den Justizdienst ein. Im weiteren Verlauf arbeitete Nötzel für die Staatsanwaltschaft und ab 1985 als Zivilrichter. Ab Mai 1998 leitete er die Korruptionsabteilung der Staatsanwaltschaft München I. Im Februar 2003 wurde er Leitender Oberstaatsanwalt dieser Staatsanwaltschaft. Ab März 2009 stand Nötzel wiederum als Leitender Oberstaatsanwalt der Staatsanwaltschaft München I vor. Am 12. Dezember 2015 wurde er offiziell als Generalstaatsanwalt bei der Generalstaatsanwaltschaft München und Nachfolger von Peter Frank vorgestellt. Diesen Posten hatte er bis zu seinem Ruhestand Anfang 2018 inne.

## Bekannte Fälle
Im September 2014 erhob die Staatsanwaltschaft München I unter seiner Leitung Anklage gegen Clemens Börsig, Tessen von Heydebreck, Jürgen Fitschen, Rolf-Ernst Breuer und Josef Ackermann im Prozess infolge des Breuer-Interviews.
2020 begann er seine Arbeit als Sonderermittler des Landtags Sachsen-Anhalt im Fall des in einer Polizeizelle verbrannten Oury Jalloh.